# جيمس إس. شامبرز
جيمس إس. شامبرز (بالإنجليزية: James S. Chambers)‏ هو صحفي أمريكي، ولد في 1821، وتوفي في 1904.